# Орфизам (уметност)
Орфизам (познат и под називом орфички кубизам) је назив за посебан облик аналитичког кубизма који је 1912. развио Робер Делоне и коме је збох поетског карактера по митском певачу назив дао Гијом Аполинер. Боја је главно средство обликовања. Постављањем једних до других контрастних бојених површина постиже се утисак ритма и покрета. Поред Делонеа представници овог правца били су и његова жена Соња Делоне-Терк, Купка, Пикабија и Вијон. Имао је велики утицај на сликаре Плавог јахача. 